# Spółgłoska językowo-wargowa
Spółgłoski językowo-wargowe lub linguolabialne lub apikolabialne – spółgłoski artykułowane przez zetknięcie czubka języka z górną wargą. W międzynarodowym alfabecie fonetycznym są oznaczane przez znaki dla odpowiednich spółgłosek dziąsłowych ze znakiem diakrytycznym (np. [t̼] to bezdźwięczna językowo-wargowa spółgłoska zwarta)
Są dość rzadkie w językach świata. Funkcjonują w językach Melanezji (np. w języku v'enen taut) i Amazonii (np. w języku umotina).